# Ewa Portianko
Ewa Małgorzata Portianko (Gubin, 7 aprile 1967) è un'ex cestista polacca.

## Carriera
Con la Polonia ha disputato i Campionati europei del 1993 e i Campionati mondiali del 1994.